# Гнатівка (Краматорський район)
Гна́тівка — село Іллінівської сільської громади Краматорського району Донецької області, України.

## Загальні відомості
Відстань до центру громади становить близько 26 км і проходить автошляхом Н20.
Село розташоване на берегах річки Калинівка при балці Широкій.

## Історія

### Імперський період
1861 року велику частину земель (близько 10 000 десятин) придбала графиня Катерина Леонідівна Ігнатьєва (уроджена Голіцина), що від 1862 року була дружиною бахмутського поміщика генерал-дипломата графа Миколи Павловича Ігнатьєва. Граф Ігнатьєв належав до древнього аристократичного роду Ігнатьєвих - гілки прізвища Плещеєвих.

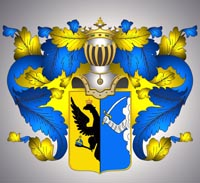
Герб роду Ігнатьєвих

Граф Ігнатьєв згадується у праці С.І. Татаринова “Прояви антисемітизму у Донбасі в кінці ХІХ – початку ХХ століття”:
"Вбивство Олександра II і царювання Олександра III, призначення бахмутського поміщика генерала-дипломата графа М.П. Ігнатьєва міністром внутрішніх справ призвело до серії погромів у Катеринославській губернії з квітня 1881. Прийняттям «Тимчасових правил для євреїв» міністром внутрішніх справ графом М.П. Ігнатьєвим було спровоковано єврейські погроми в Новомосковському, Павлоградському повітах, розгорнуто пропаганду нетерпимості."
За словами його племінника О.О. Ігнатьєва, Микола Павлович володів сорока маєтками, розкиданими по всій імперії.
Вперше поселення на місці сучасної Гнатівки значиться на мапі 1868 року як Широка, на березі річки Калинівка при балці Широкій.
До 1886 року в Бахмутському повіті було два конезавода, один з яких належав графині Ігнатьєвій, де розводилися коні двох мастей — рисистої та скакової. Стан заводу описувався як жалюгідний. Згадується також ще 8 маєтків, де тримали коней.
Маєток графині Ігнатьєвої значився при селі Олександрівка Василівської економії, що знаходився в 30 верстах (32 км) від Бахмута та в 9 верстах (9,6 км) від залізничної станції, що вказує на розташування центра маєтка в сучасному селі Олександро-Калинове.
Також маєток за графинею значився і в селі Петровське №2 (нині територія селища Новоспаське) економії Нью-Йорк, що знаходився в 35 верстах від Бахмута та 0 верст від залізничної станції. Там у графині був паровий та водяний млин із сукновальнею, які вона здавала в оренду за 750 рублів на рік.
На мапі 1888 року значиться поселення Широка (Калинова).

### Колонізація
1889 року колонія Хортиця придбала 14 125 десятин землі у Бахмутському повіті Катеринославської губернії. Графиня Ігнатьєва отримала за продану менонітам землю 924 400 рублів. Нові угіддя знаходилися поблизу станції Залізна на магістралі Харків – Маріуполь та на берегах річки Кривий Торець.
244 менонітські родини, які не мали землі на Хортиці, оселилися на новому місці. Головним заняттям колоністів було сільське господарство, прибутки від якого зробили колонію процвітаючою та заможною.
Для виготовлення борошна у колонії збудували 12 млинів та кілька фабрик, більшість з яких розмістилася у селищі Нью-Йорк.
Нова колонія складалася з 7 селищ. П’ять перших поселень було засновано 1889 року. За рік утворилося поселення Ігнатьєво (нім. - Ignatjewo), названа на честь графині Катерини Леонідівни Ігнатьєвої. Поселення мало порядковий номер 6.
Більша частина угідь раніше була цілиною, землі якої ніколи не оброблялись. Лише Ігнатьєво було засноване на території колишнього маєтку (поселення Широка), ретельно доглянутого, з кількома гарними спорудами.
У колонії також відкрили дві середні та одну жіночу школи. Колоністи належали або до общини Менонітської церкви у Нью-Йорку, або до Менонітської Братської церкви у Миколаївці. Колонія не мала власної адміністрації. Села підпадали під юрисдикцію різних місцевих волостей.
Гнатівка – останнє селище колонії, засноване 1890 року на території площею 1 443 десятини. Переселенцями були селяни з колонії Хортиця, які заснували 24 фермерських господарства, кожне з яких розмістилося на 60 десятинах землі.
Земля довкола села була гористою, неродючою, і селяни збирали набагато нижчі врожаї, ніж в інших селах. Сади також не відрізнялись родючістю. Меноніти з навколишніх селищ вважали, що низькі врожаї були спричинені не об’єктивними умовами – менш родючою землею, а тим, що мешканці Гнатівки, начебто, були менш працьовитими.
Навіть будинки тут будували меншими та нижчими. Отже, доброго враження на сучасників село не справляло. Наприклад, будинок, у якому розмістилася школа, був збудований з цегли-сирцю та за формою був низьким та вузьким. В одному класі могли розміститись до 40 учнів.
У селі діяло два млини та маленький магазин. 1898 року кількість населення складала 191 особу. Спочатку село значилося за порядковим номером 6. Сьогодні воно відоме як Гнатівка. Кілька колишніх менонітських будинків все ще знаходяться у доброму стані (станом на 2003 рік).
До 1917 року було менонітським село на власній землі в Катеринославській губернії Бахмутського повіту Сантуринівської волості.
На мапі Грінера 1908 року та мапі Артеміської округи 1928 року на схід від Гнатівки розташована колонія Широка. На деяких мапах (1914) колонія розташована на північ від села.
7 (20) листопада 1917 року, відповідно до Третього Універсалу Української Центральної Ради, увійшло до складу Української Народної Республіки.
Дубльованою назвою для Гнатівки у 1926-1928 роках була - Кам'янка.

## Населення
Станом на:
- 1911 рік - 220 мешканців;
- 1919 рік - 416 мешканців;
- 1923 рік - 345 мешканців, 73 господарства;
- 1926 рік - 312 мешканців, з яких 301 німці.[12]

За даними перепису 2001 року населення села становило 67 особи, з них 71,64 % зазначили рідною мову українську та 28,36 % — російську.

## Вулиці
В селі тільки одна вулиця Соборності (колишня Павлова).